# Miguel da Silva (cardinal)
Miguel da Silva (né à Évora, au Portugal, en 1480, et mort à Rome le 5 juin 1556) est un cardinal portugais du XVIe siècle.

## Biographie
Da Silva étudie à Paris, à Sienne, à Bologne et à Rome. Miguel da Silva participe au Ve concile du Latran entre 1512 et 1517. Il est ambassadeur du Portugal à Rome pendant les pontificats des papes Léon X (1513-1521), Adrien VI (1522-1523) et Clément VII (1523-1534). Il retourne au Portugal en 1526 et est conseiller du roi João III. Da Silva est un ami personnel du peintre Raffaello Sanzio et de Baltasar de Castiglione qui lui dédie son ouvrage Il Corteggiano. Il est nommé évêque de Viseu en 1526 et est Escrivão da puridade ( équivalent de premier ministre) et abbé commendataire de Landim et de Santo Tirso. Contre le gré du roi, da Silva se rend à Rome.
Da Silva est créé cardinal in pectore par le pape Paul III lors du consistoire du 19 décembre 1539. Sa création est publiée le 2 décembre 1541. Le roi est mécontent, il veut que son frère Henri soit créé cardinal. Miguel da Silva est privé de ses rentes ecclésiastiques au Portugal, interdit du gouvernement de son diocèse. À Rome il est nommé administrateur de Campiglia Marittima en 1549. Il est légat apostolique à Venise, dans la Marche d'Ancône et à Bologne. Le cardinal da Silva participe au conclave de 1549-1550, lors duquel Jules III est élu, aux deux conclaves de 1555 (élections de Marcel II et Paul IV).